# Малый Говилов
Малый Говилов (укр. Малий Говилів) — село в Хоростковской городской общине Чортковского района Тернопольской области Украины.
До 2020 года входило в Теребовлянский район.
Население по переписи 2001 года составляло 437 человек. Занимает площадь 1,536 км². Почтовый индекс — 48162. Телефонный код — 3551.